# Setophaga citrina
La parula monaca (setophaga citrina) è un uccello passeriforme appartenente alla famiglia dei Parulidae.